# Anton Gottstein
Anton Gottstein (ur. 7 grudnia 1893 w Hořejší Vrchlabí, zm. 22 sierpnia 1982 we Vrchlabí) – czechosłowacki biegacz narciarski, reprezentant klubu ČKSS Jilemnice, uczestnik Zimowych Igrzysk Olimpijskich 1924.
W biegu olimpijskim na 18 kilometrów stylem klasycznym był 18., a na 50 kilometrów zajął 14. miejsce.

## Osiągnięcia

### Igrzyska olimpijskie
| Igrzyska       | Data             | Konkurencja                      | Czas      | Miejsce | Strata  | Zwycięzca     | Źródło |
| -------------- | ---------------- | -------------------------------- | --------- | ------- | ------- | ------------- | ------ |
| 1924, Chamonix | 2 lutego 1924    | bieg na 18 km techniką klasyczną | 1:34:54,0 | 18.     | 20:23,4 | Thorleif Haug | [ 2 ]  |
| 1924, Chamonix | 30 stycznia 1924 | bieg na 50 km techniką klasyczną | 4:45:48   | 14.     | 1:01:16 | Thorleif Haug | [ 3 ]  |